# Pediobius polanensis
Pediobius polanensis  (лат.) — вид паразитических наездников рода Pediobius из семейства Eulophidae (Chalcidoidea) отряда перепончатокрылые насекомые. Европа: Россия (Ульяновская область), Венгрия, Германия, Хорватия, Чехословакия, Швеция, Югославия. Длина самок 2,3—2,6 мм. Самки с конически заострённым брюшком. Переднеспинка с шейкой, отграниченной килем (поперечным гребнем). Щитик среднеспинки с развитыми изогнутыми парапсидальными бороздками. Ассоциированы с перепончатокрылыми рода Tetramesa (Tetramesa matrana, Eurytomidae) и растениями Arrhenatherum elatius (Poaceae).